# Ocean’s Thirteen – A játszma folytatódik

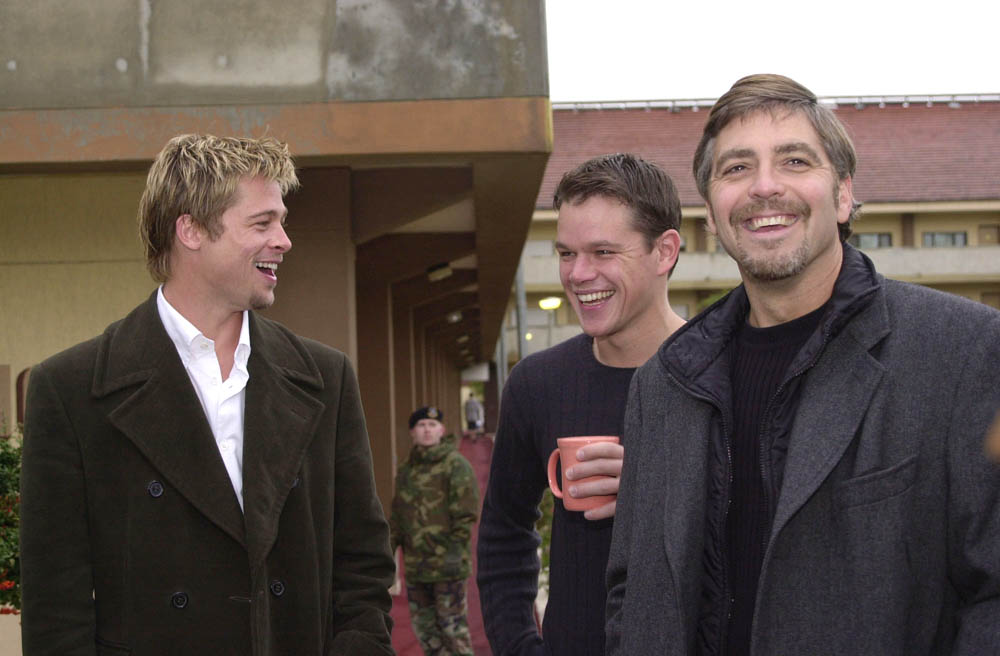
A három főszereplő (balról: Pitt, Damon, Clooney)

Az Ocean’s Thirteen – A játszma folytatódik (Ocean’s Thirteen) 2007-ben bemutatott amerikai bűnügyi filmvígjáték Steven Soderbergh rendezésében. A  2004-es Ocean’s Twelve – Eggyel nő a tét folytatása, ami maga is a 2001-es Ocean’s Eleven – Tripla vagy semmi, az 1960-ban készült A dicső tizenegy című film remake-jének történetét fűzte tovább. Az Ocean’s Thirteenben visszatér az előző rész közel teljes szereplőgárdája, Julia Roberts két rész után távozott a filmsorozatból, míg Catherine Zeta-Jones a középső epizódban vállalt csupán szerepet. Al Pacino és Ellen Barkin csatlakozott a színészekhez, mint Danny Ocean (George Clooney) csapatának új célpontjai.
A film díszbemutatója 2007. június 5-én volt a Grauman’s Chinese Theatre-ben, a Hollywood Boulevardon. Az amerikai mozikba az előző részekkel ellentétben – melyek decemberben indultak –  nyáron, június 8-án került, míg Magyarországon július 26-án mutatta be az InterCom.

## Történet
|  | Alább a cselekmény részletei következnek! |

Danny Ocean és kilenc társa gyűlik össze barátjuk, Reuben Tishkoff betegágyánál. Reuben arra készült, hogy az intő szavak ellenére Las Vegas leggátlástalanabb üzletemberével, Willy Banksszel közös kaszinóhotelt nyisson. Azonban Banks átverte őt, s ez olyannyira megviselte, hogy szívrohamot kapott. A csapat bosszút esküszik.
Banks minden vállalkozása hatalmas sikert aratott, eddigi összes hotele elnyerte a legjobbnak járó díjat, s minden ilyen alkalommal egy ötgyémántos nyakláncot vásárolt. Ocean terve: az új kaszinó megnyitójának szabotálása, s megakadályozni, hogy Banks ezúttal is elnyerje a kitüntetést. A tizenegy férfi hozzálát ahhoz, amihez igazán ért: megtévesztés, álcázás, beszivárgás és trükkök sora szükséges, hogy minden és mindenki a megfelelő helyre kerüljön. A különböző játékasztalokhoz megbuherált kockák kerülnek, az alkalmazottak közé beépített emberek. A legmodernebb fejlesztésű biztonsági rendszer azonban nehéz akadályt gördít Ocean tizenegye útjába: a mesterséges intelligenciájú „Greco” nem csak gondolkodik, de érvel is. Megzavarásához egy magnetron és legalább egy természeti katasztrófa kell: ennek előidézéséhez egy alagútfúró gépet bérelnek, amit a Csalagút fúrásához használtak egykor. A gép azonban hamarosan elromlik, s nincs a csapatnak fedezete egy másik vételére. Csak egyvalakihez fordulhatnak: Terry Benedict, korábbi ellenlábasuk hajlandó finanszírozni a fúrót – mivel Banks új monstruma beárnyékolja az úszómedencéjét –, cserébe befektetése kétszereséért, és csak hogy kár érje egóját is, Banks legújabb gyémántsoráért, amit már előre megvett vadonatúj hotele sikerére.
Saul az Öt Gyémánt-díj inkognitóban lévő értékelőjének adja ki magát, s egy „szándékos véletlen” folytán felfedi magát Abigail Sponder, Banks jobbkeze előtt. Királyi elbánásban részesül, míg a valódi hotelkritikus „kellően kellemetlen” élményekkel gazdagodik Virgil, Turk és a többiek jóvoltából. Linus elcsábítja Abigailt, s így egy hamis gyémántsorral bejut a Banks Hotel legfelső termébe, ahol a valódi ékkövek találhatók üvegkalitkában őrizve. Kisebb detonátorokat helyez el körülötte, mikor Abigail nem figyel. Mikor elérkezik a megfelelő alkalom, a földrengésszimuláció megtörténik, s így a Greco három percre leáll, hogy újraindítsa magát. Ekkor az összes megbabrált játékgépnél a játékos nyer a ház helyett, s egy újabb rengés biztosítja, hogy minden nyertes gyorsan távozzon is nyereményével a további játék helyett. Banks félmilliárd dollárt veszít, ami éppen ellenkezője annak, amit befektetőinek ígért.
Egy ügynök tör rá Linusra és Abigailre, s felfedi a nő előtt, hogy csalóval volt dolga. Együtt megy az épület helikopterleszállójára apa és fia – merthogy az ügynök Linus apja, aki maga is profi szélhámos –, ahová Basher készül leszállni, hogy felvegye őket. Megjelenik azonban Francois Toulour, s fegyverrel a kezében a gyémántokat követeli Linustól, aki eleget tesz a követelésnek. Toulour bázisugrással távozik, a két Caldwell pedig felszáll a helikopterre, ami a detonátorok aktiválódása után kitépi az épületből a valódi drágaköveket őrző gyémántszekrényt. Mikor Toulour felpillant az égre, bosszankodva hajítja egy konténerbe értéktelen zsákmányát. Danny vált néhány szót Banksszel, aki hiába fenyegetőzik, mert Danny ismeri azokat, akiket ráküldene, s őt jobban bírják. Banks felemelve tekintetét tanúja gyémántjai távozásának is.
A csapat ismét egyesül, s a felépült Reuben megkapja a neki járó 4,6 hold földet a Stripen. Danny ellátogat Benedicthez, s közli vele, hogy mivel beszervezte a dolgokba Toulourt, az őt illető 72 millió dollárt a nevében táborozó gyerekeknek adományozták. Danny, Rusty és Linus a reptéren ülve, elválásuk előtt az Oprah Winfrey Showt nézik, ahol Benedict a vendég nagylelkűsége kapcsán. Utoljára Rusty marad, aki távozása előtt némi trükközéssel egy szerencsejátékgéppel 11 millió dollárhoz juttatja a pórul járt Öt Gyémánt-díj hotelértékelőt.
|  | Itt a vége a cselekmény részletezésének! |

## Szereplők
Az eredeti tizenegy
| Szereplő        | Színész        | Magyar hang          |
| --------------- | -------------- | -------------------- |
| Danny Ocean     | George Clooney | Szabó Sipos Barnabás |
| Rusty Ryan      | Brad Pitt      | Selmeczi Roland      |
| Linus Caldwell  | Matt Damon     | Stohl András         |
| Basher Tarr     | Don Cheadle    | Takátsy Péter        |
| Frank Catton    | Bernie Mac     | Gesztesi Károly      |
| Virgil Malloy   | Casey Affleck  | Simonyi Balázs       |
| Turk Malloy     | Scott Caan     | Király Attila        |
| Livingston Dell | Eddie Jemison  | Görög László         |
| Yen             | Shaobo Qin     | Welker Gábor         |
| Saul Bloom      | Carl Reiner    | Versényi László      |
| Reuben Tishkoff | Elliott Gould  | Helyey László        |

További szereplők
| Szereplő         | Színész        | Magyar hang    |
| ---------------- | -------------- | -------------- |
| Willy Banks      | Al Pacino      | Végvári Tamás  |
| Abigail Sponder  | Ellen Barkin   | Horváth Lili   |
| Terry Benedict   | Andy García    | Dörner György  |
| Roman Nagel      | Eddie Izzard   | Czvetkó Sándor |
| François Toulour | Vincent Cassel | Viczián Ottó   |
| a hotelértékelő  | David Paymer   | Tahi József    |
| Greco Montgomery | Julian Sands   |                |

## Háttér
A forgatás 2006 júliusában vette kezdetét Las Vegasban és Los Angelesben.
A filmet körülvevő várakozást és érdeklődést George Clooney és a stáb arra használta, hogy pénzt gyűjtsön Dárfúri menekültek számára. A Clooney és Brad Pitt által alapított, „Not On Our Watch” elnevezésű alapítvány a film segítségével különböző filmfesztiválokon (köztük Cannes-ban, illetve a vegasi és Los Angeles-i premieren) 10 millió dollárhoz jutott. Ezen kívül a Cannes közelében található Moulin de Mougins étteremben megrendezett Mozi az AIDS ellen-vacsora keretében, amin a film szereplői mellett számos más híresség, köztük Kylie Minogue és Claudia Schiffer is részt vett, árverésre bocsátották a film egyik férfiszínészének (Matt Damon, Don Cheadle, Andy Garcia vagy George Clooney) egy csókját. A nyertes 350 ezer dollárért (ami az AIDS ellen harcoló alapítvány számláját gazdagította) nyerte el rövid kalandját Clooney-val.

## Fogadtatás
A kritikai fogadtatás alapvetően pozitívnak bizonyult, a Rotten Tomatoes oldalán a film 70%-os átlagon áll több mint 180 kritikus véleménye alapján. Ez az érték 15%-kal jobb az Ocean's Twelve-énél, de elmarad az Ocean's Eleven 81%-ától.

### Box office
A film nyitóhétvégéjén 36,1 millió dollárral szerezte meg a lista első helyét. Ez az összeg pár millióval kevesebb az előző részek eredményénél, azonban sokkal több konkurenssel kellett megbirkóznia, s ha figyelembe vesszük, hogy a második rész nem aratott osztatlan sikert minőségi megítélésében, az első három nap bevétele jónak mondható. Az erős hétköznapi bevételek és a további korrekt szereplésnek köszönhetően a film végül 116 millió dollár hozott Észak-Amerikában, ami tízmillióval marad el a karácsonyi időszakban könnyebben boldogult Ocean's Twelve-től.
Nemzetközileg a film szintén elmarad az előző részektől, azonban bevételei így is figyelemreméltók egy harmadik résztől, aminek elsőszámú vonzereje a színészek személyében rejlik. Összesen 194 millió dollárt gyűjtött, amiből a legnagyobb részt Japán tette ki 27 millió dollárnak megfelelő yen bevételével.
Magyarországon július 26-án debütált A játszma folytatódik, szép eredménnyel. Csak Budapesten, az első héten 47,4 millió forintot könyvelhetett el az InterCom által forgalmazott mozi, ami a hónap második legjobb ilyen jellegű eredménye a Harry Potter és a Főnix Rendje mögött. Ez 44 259 nézőt jelent, ami 14,3%-kal marad el az első résztől (51 671 néző) és 2,1%-kal a másodiktól (45 186 néző). Országszerte végül 185 ezer néző váltott rá jegyet.

## Folytatás
Bár a stáb utolsó fejezetként vágott bele az Ocean's Thirteenbe, a bemutató után megindult a találgatás egy lehetséges Ocean's Fourteenről. A színészek és alkotók azonban egymásnak ellentmondó nyilatkozatokat adtak közre a felvetéssel kapcsolatban. Elliott Gould, aki Reubent alakítja, szívesen részt vállalna a folytatásban. Az ötletet eleinte ellenző George Clooney időközben véleménye megváltoztatása felé hajlik. Elmondása szerint ennek oka, hogy az Ocean's Thirteen segítségével több millió dolláros adománnyal tudták megsegíteni a dél-szudáni rászorulókat.